# Language and Human Nature
Language and Human Nature fue un proyecto literario conjunto entre los escritores británicos C. S. Lewis y J. R. R. Tolkien, empezado pero nunca terminado. En 1944, una nota de prensa de la editorial de Lewis y Tolkien anunció que el libro sería publicado en 1950. Sin embargo, la obra nunca se publicó, y hasta 2009 los estudiosos de ambos autores habían pensado que el borrador del libro nunca empezó realmente a escribirse. En 2009, Steven Beebe, Regents' Professor y catedrático del Departamento de Estudios de la Comunicación de la Universidad del Estado de Texas-San Marcos, descubrió las páginas iniciales del manuscrito en la Biblioteca Bodleiana de la Universidad de Oxford. El profesor Beebe afirmó que «lo excitante es que el manuscrito incluye algunas de las mejores y más precisas afirmaciones de Lewis sobre la naturaleza del lenguaje y su significado. Tanto Lewis como Tolkien escribieron por separado sobre el lenguaje, la comunicación y el significado, pero nunca publicaron nada en colaboración».